# Theresa Fitzpatrick
Theresa Matauaina Fitzpatrick (Auckland, 25 febbraio 1995) è una rugbista a 15 neozelandese, tre quarti centro delle Blues Women e due campionessa mondiale, nel 2017 e 2021.
Al 2022 è campionessa in carica sia mondiale (nel rugby a 15) che olimpica (nel rugby a 7, disciplina nella quale fu anche campionessa mondiale nel 2018).

## Biografia
Formatasi rugbisticamente nel complesso scolastico di Ponsonby, quartiere di Auckland, giocò insieme ai maschi tra i 6 e i 13 anni per passare poi al netball con sua sorella Sulu (in seguito rugbista internazionale per Samoa) per mancanza di una squadra di rugby alle superiori e successivamente tornare alla palla ovale; a 19 anni entrò nella provincia di Auckland e fu successivamente cooptata nel programma della federazione di qualificazione al neointrodotto torneo olimpico di rugby a sette in programma Rio de Janeiro nel 2016, al termine della quale le neozelandesi riportarono la medaglia d'argento dopo la sconfitta in finale contro l'Australia.
Tornata al rugby a XV, esordì in nazionale maggiore contro il Canada a Wellington in un warm-up per la Coppa del Mondo 2017 in programma in Irlanda e ricevette la successiva convocazione nella squadra che prese parte all'evento mondiale nella quale debuttò con appena due presenze internazionali alle spalle, e che alla fine la vide vincitrice al termine della finale contro l'Inghilterra a Belfast.
Per seguire la carriera rugbistica, che nel frattempo era divenuta professionistica, aveva concordato con la segreteria di facoltà all'università di Auckland la sospensione dei suoi studi in medicina al quarto anno pur continuando l'affiancamento con i medici sportivi delle sue squadre in quanto intenzionata, dopo il ritiro, a lavorare nello staff sanitario della nazionale.
Sotto contratto anche per il rugby a sette, si laureò campionessa mondiale alla Coppa del Mondo 2018 a San Francisco e alle World Series successive guadagnò il pass per il torneo olimpico di Tokyo in programma nel 2020 ma slittato di un anno per via della pandemia di COVID-19; convocata nella squadra che nel 2021 prese parte alla competizione, vinse l'oro battendo la Francia in finale.
Dal 2021 milita con contratto professionistico nelle Blues Women, la sezione femminile della franchise di Auckland dei Blues che milita nel neonato Super Rugby Aupiki.
Convocata alla Coppa del Mondo 2021, anch'essa rinviata di un anno a causa della pandemia, si è laureata campionessa mondiale per la seconda volta consecutiva, marcando in corso di torneo tre mete di cui una, in semifinale contro la Francia, decisiva ai fini del risultato, risoltosi a favore della Nuova Zelanda per un solo punto di scarto.

## Palmarès

### Rugby a 15
- Coppe del mondo: 2
Nuova Zelanda: 2017, 2021

### Rugby a 7
- Coppe del mondo a VII: 2
Nuova Zelanda: 2018
- Oro olimpico: 1
Nuova Zelanda: 2020